# تل بئر دكوة
تل بئر دكوة موقع أثري على مفترق الطريق بين دكوة وحوش حريمة، على بعد كيلومتر واحد شمال النبع في محافظة البقاع. يعود تاريخه على الأقل إلى العصر البرونزي 